# Центральний канал спинного мозку
У середині сірої речовини спинного мозку знаходиться вузький центральний канал спинного мозку, вистелений епендімними клітинами і заповнений спинномозковою рідиною. У верхній частині центральний канал з'єднується із IV шлуночком головного мозку. У нижній частині спинного мозку в ділянці мозкового конуса центральний канал спочатку розширюється і утворює кінцевий шлуночок. Потім шлуночок звужується до розмірів центрального каналу і сліпо закінчується. До 35-40 років центральний канал у шийному і грудному відділах заростає.